# Lingua sami settentrionale
La lingua sami settentrionale o sami del nord (Davvisámegiella, forme desuete Davvisámi e Davvisaami; l'esonimo "lappone" è deprecato) è una lingua sami parlata nelle zone settentrionali della Norvegia, della Svezia e della Finlandia.

## Distribuzione geografica
Si stima che sia parlato da una popolazione compresa fra le 15000 e le 25000 persone, di cui circa 2000 in Finlandia e circa 5000-6000 in Svezia. 

### Dialetti e lingue derivate
Può essere divisa in tre principali gruppi dialettali: sami di Torne, sami di Finnmark e sami del mare.  La lingua viene parlata. 

## Grammatica
Il sami settentrionale è una lingua Soggetto Verbo Oggetto.
Il sami settentrionale è una lingua agglutinante che ha molti tratti comuni con le altre lingue uraliche. La morfologia del sami si è sviluppata particolarmente in senso fusionale, ovvero fa un uso molto esteso di forme inflesse e declinate, in maniera simile alla lingua estone con cui è imparentata. Nel sami, oltre alla marcatura con suffissi, anche le radici delle parole subiscono modificazioni morfo-fonologiche.

## Sistema di scrittura
Per via della frammentazione della popolazione su più nazioni, l'ortografia del sami settentrionale è stata standardizzata solo in tempi relativamente recenti. Prima della standardizzazione del 1979, ulteriormente rivista nel 1985, si contavano non meno di 9 differenti modalità di scrittura, tutte varianti dell'alfabeto latino.
La tabella seguente riassume lo standard attuale
| A a | Á á | B b | C c  | Č č  | D d | Đ đ | E e  | F f  | G g |
| a   | á   | be  | ce   | če   | de  | đe  | e    | eff  | ge  |
| --- | --- | --- | ---- | ---- | --- | --- | ---- | ---- | --- |
| /ɑ/ | /a/ | /b/ | /ts/ | /tʃ/ | /d/ | /ð/ | /e/  | /f/  | /ɡ/ |
| H h | I i | J j | K k  | L l  | M m | N n | Ŋ ŋ  | O o  | P p |
| ho  | i   | je  | ko   | ell  | emm | enn | eŋŋ  | o    | pe  |
| /h/ | /i/ | /j/ | /k/  | /l/  | /m/ | /n/ | /ŋ/  | /o/  | /p/ |
| R r | S s | Š š | T t  | Ŧ ŧ  | U u | V v | Z z  | Ž ž  |     |
| err | ess | eš  | te   | ŧe   | u   | ve  | ez   | ež   |     |
| /r/ | /s/ | /ʃ/ | /t/  | /θ/  | /u/ | /v/ | /dz/ | /dʒ/ |     |

Nell'impossibilità di digitare correttamente i segni diacritici tipici delle lettere sami (Áá Čč Đđ Ŋŋ Šš Ŧŧ Žž), si è spesso ricorso a porre un accento acuto sulla lettera latina corrispondente.Questo tipo di sostituzioni è sopravvissuto alla standardizzazione, per via dei limiti tecnici di alcuni sistemi di stampa.

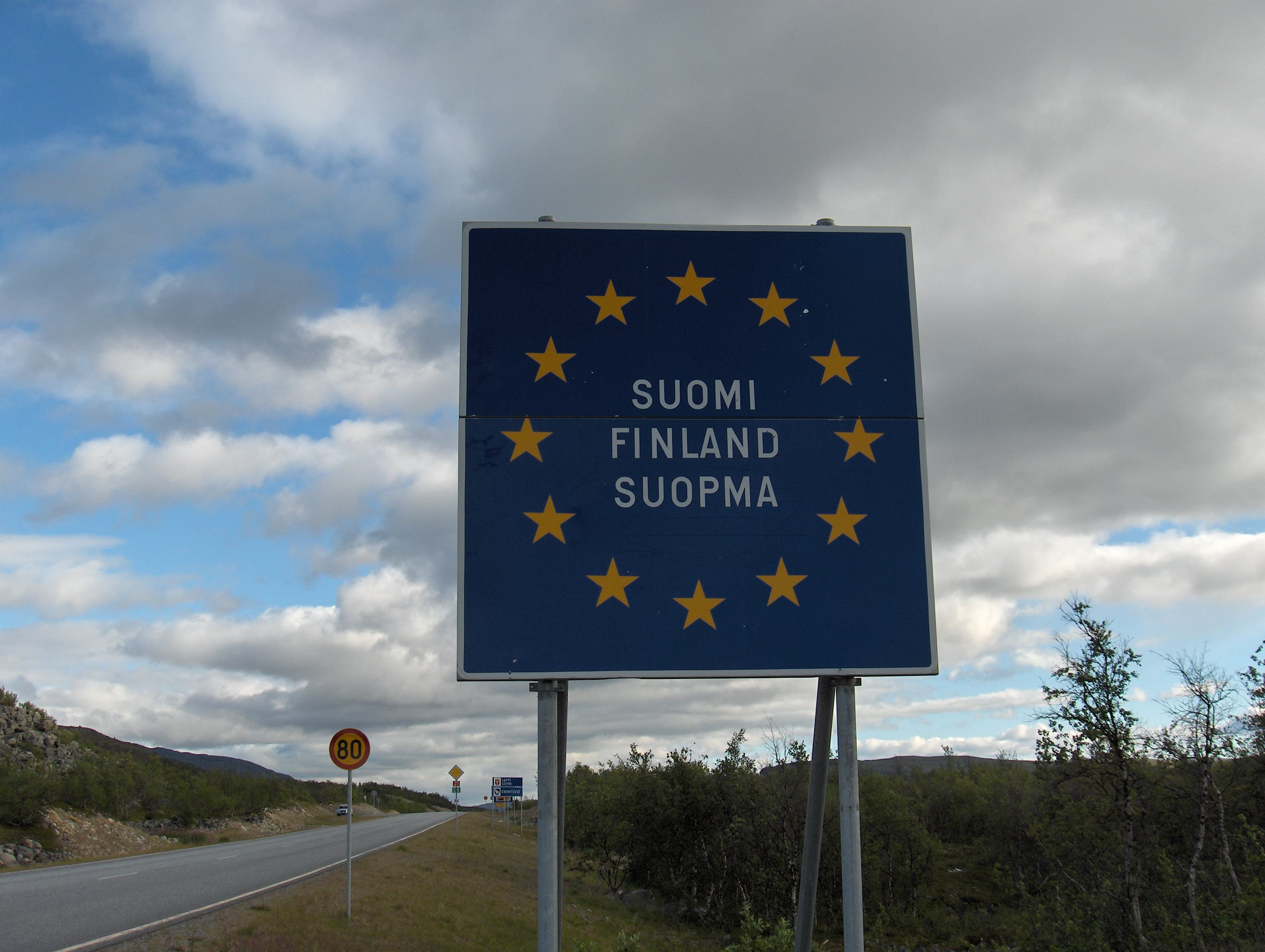
Cartello stradale trilingue (finlandese, svedese, sami settentrionale) lungo la strada E8 a Kilpisjärvi, sul confine tra Finlandia e Norvegia

Fino all'adozione dello standard di ortografia del 1979, ogni nazione ne ha avuta una propria; è ancora frequente trovare vecchie edizioni di libri di non immediata comprensione per chi non conosca la variante ortografica in cui sono scritti:
- Maanat leät poahtan skuvllai.
- Mánát leat boahtán skuvlii.

(i bambini sono arrivati a scuola.)
La prima frase è tratta dal testo di Antti Outakoski Samekiela kielloahpa, del 1950; la seconda è scritta secondo le attuali convenzioni ortografiche.